# L'Ajuntaera pa la Plática, l'Esturrie y l'Escarculle la Llengua Murciana
 (avril 2009).
 (juillet 2018).
L’Ajuntaera pa la Plática, l'Esturrie y l'Escarculle la Llengua Murciana (en français Association pour la pratique, l'étude et la diffusion de la langue murcienne) est une association culturelle qui vise à développer la langue murcienne, qu'elle considère comme une langue singulière. Elle se fixe pour objectif d'aider toutes les personnes qui veulent apprendre à parler la langue.

## Présentation
L'association vise à la réalisation d'une série d'actions qui mènent à une plus grande connaissance de la langue, aussi bien à l'oral qu'à l'écrit.